# Freekeh
Freekeh, noto anche come Farik (in arabo فريكة‎?), è un tipo di grano verde (Triticum turgidum var. Durum) che è raccolto prematuramente e tostato. Solitamente viene raccolto nel mese di aprile, ma varia a seconda del clima e della zona in cui questo cereale è coltivato. È un alimento usato in diversi paesi del bacino del Mediterraneo. Infatti i maggiori produttori si trovano in Palestina, Egitto, Libano e Siria. 

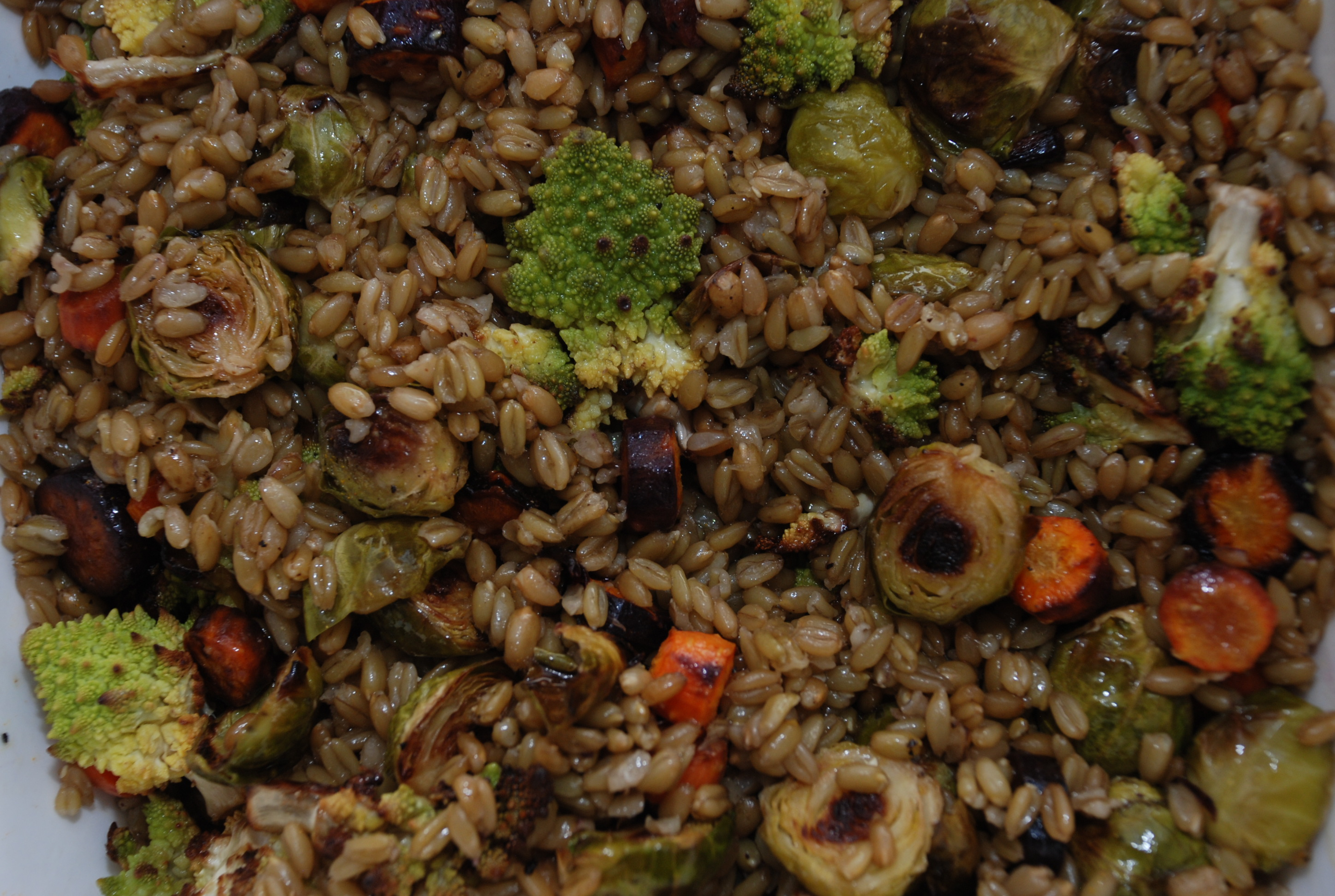
Con verdure alla griglia

## Valori nutrizionali
È molto più ricco in proteine vitamine e minerali del grano normale. Inoltre, ha un valore nutrizionale superiore a quello del riso, ed è ricco in calcio, ferro, potassio e zinco.

## Una storia affascinante che risale ai tempi della Bibbia
Parlando della storia di questo grano, si ritrovano degli accenni addirittura nei testi biblici. Il freekeh sarebbe nato proprio in Galilea più di 2 millenni fa. Altre versioni vogliono che il Freekeh (ma le due cose non devono necessariamente escludersi a vicenda) risalga ai tempi dell’impero ottomano, quando il grano era talmente importante da essere considerato una merce di scambio.
Ebbene, proprio per questo motivo i soldati dell’imperatore effettuavano spesso dei soprusi confiscando ai contadini e agli agricoltori il grano stesso. Da qui l’ingegno della povera gente, che coglieva questo alimento prima che giungesse a maturazione. In quel momento il grano ancora verde poteva essere nascosto e camuffato senza che i soldati se ne accorgessero. 
Naturalmente in questo modo il grano non poteva essere consumato, e quindi i bravi contadini lo facevano essiccare in modo che si conservasse più a lungo. La versione più suggestiva però, che rende conto del fatto che oggi il Freekeh venga tostato, è ancora più antica. 

### La Leggenda
Vuole la leggenda che ben duemila anni prima di Cristo, un remoto villaggio del vicino oriente venisse attaccato.

## Cucina
Antico piatto del Medio Oriente, il freekeh è particolarmente diffuso nelle cucine levantine, araba, egiziana e nord-africane. Si consuma principalmente intero. Ottimo sostituto del cous cous o del riso, è tradizionalmente usato come accompagnamento di carni stufate.

### Cereale versatile adatto per ogni pasto[4]
Il Freekeh si può trovare in versioni differenti, ovvero intero oppure spezzato. Il Freekeh risulta ottimo in diverse ricette e si può utilizzare in quasi tutti i piatti come si fa con il riso, sia come contorno che in qualità di protagonista condito a piacere con verdure o semplicemente con olio di oliva. Anche nelle zuppe si presta a creare un connubio perfetto grazie alla sua grande versatilità, inoltre si può consumare il Freekeh a colazione in una ciotola a parte accompagnato da frutta per chi ama gli inizi di giornata salutari e pieni di energia.

## Presidio Slow food
Nel Libano e in particolare nella sua regione storica del Jabal Amel, il freekeh è da sempre rinomato per l'alta qualità della sua lavorazione: dopo essere raccolto a mano è lasciato seccare per 24 ore sotto il sole e successivamente disteso sulle pietre e bruciato con i rami di un particolare arbusto locale, il "balan". Il grano subisce una tostatura rapida che ne interrompe la maturazione, ne migliora la conservazione e conferisce al freekeh un caratteristico aroma tostato. Però la produzione del freekeh in Jabal Amel è ora minacciata da ampie quantità di prodotti industriale provenienti principalmente della Siria e dalla coltivazione del tabacco, sempre più diffusa, sovvenzionata dal governo libanese. 
In un programma stimolante, Slow Food Beirut, Oxfam Italia, e la Fondazione Slow Food per la Biodiversità Onlus hanno collaborato insieme per rilanciare la produzione del freekeh nella sua regione nativa e anche per migliorare le condizioni delle popolazioni locali del Jabal Amel, particolarmente colpite dal conflitto del 2006.